# 费尔德巴赫附近米尔多夫
费尔德巴赫附近米尔多夫（德語：Mühldorf bei Feldbach）是奥地利施泰尔马克州的一个旧市镇，属于东南施泰尔马克县。该旧市镇总面积为17.61平方千米，截至2016年1月1日总人口为3,069人。2015年1月1日，费尔德巴赫附近米尔多夫与临近的5个市镇并入市镇费尔德巴赫。